# 日立電鉄2000形電車

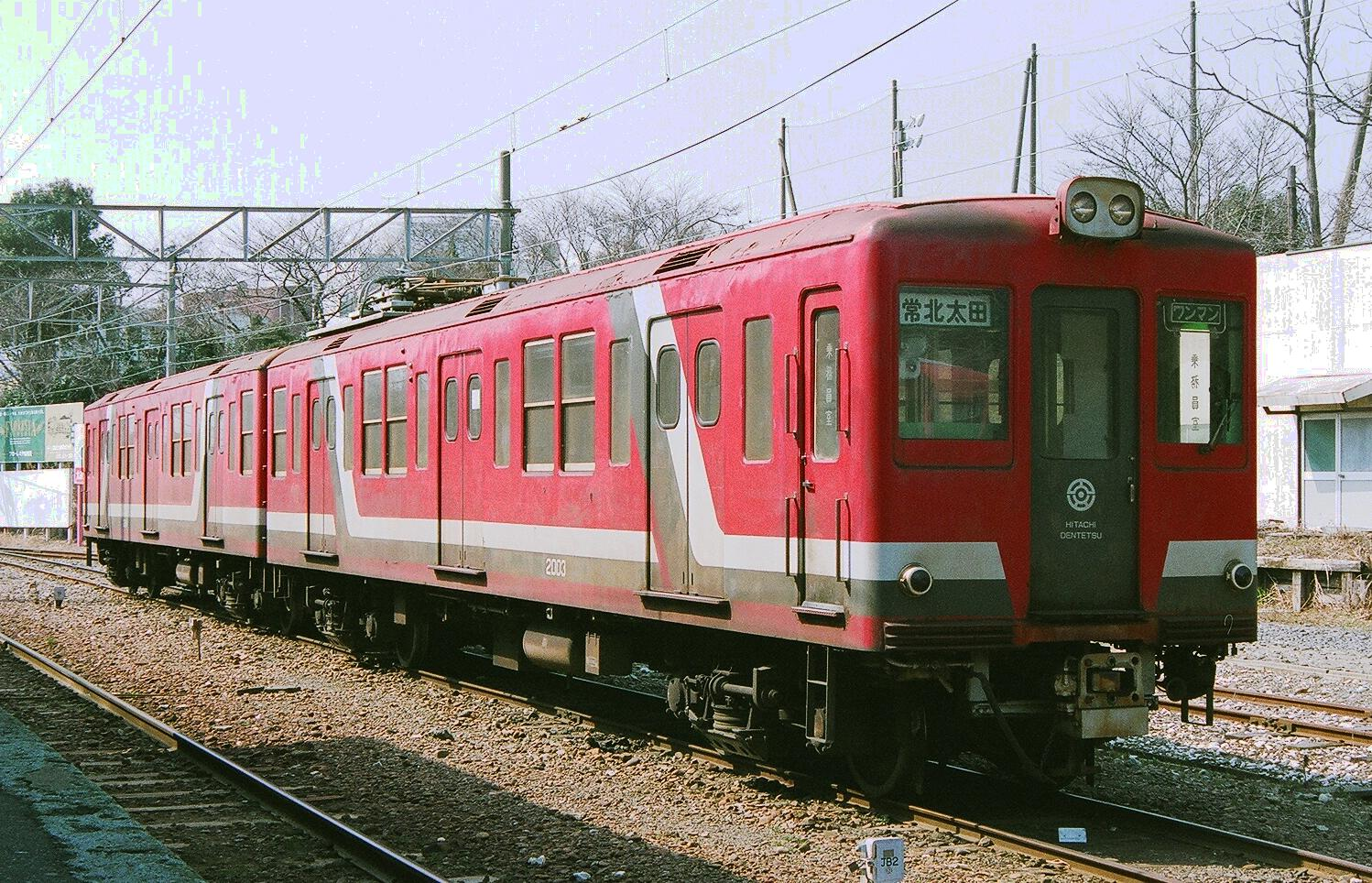
2000形電車(2003+2214)
（2005年1月13日）

日立電鉄2000形電車（ひたちでんてつ2000がたでんしゃ）は、かつて日立電鉄に在籍した通勤形電車である。本項では2000形の両運転台仕様である日立電鉄3000形電車についても記述する。

## 概要
老朽化した旧型車両の置き換えのため、帝都高速度交通営団銀座線で使用されていた2000形を改造の上導入した車両である。導入に当たっては、軌間や集電装置が異なるため、同日比谷線3000系のFS-510形台車・パンタグラフ・主電動機などを流用した。車内には、地下鉄線内では不要であった日除け用のカーテンが設置された。改造は京王重機整備で行われ、1991年より登場した。なお、譲渡先の事情に考慮して種車24両のうち6両が日立製作所製である。
主にラッシュ時2両・3両編成用の片運転台の2000形17両（制御電動車の2000形10両・制御車の2200形7両）、主に閑散時の単行運転用の両運転台式制御電動車の3000形7両が存在した。
塗装は赤色に白と黒のストライプが入る大胆なデザインであった。正面貫通路は灰色で塗られ、窓下には日立電鉄の社紋と「HITACHI DENTETSU」のロゴが入れられた。晩年は赤色が色褪せた車両も多かった。また、側面に広告が入れられた編成も存在した。

## 2000形
電動車の2000形、制御付随車の2200形の2タイプが存在した。このうち2000形は機器によって2つに細分化される。2000形のパンタグラフは連結面側に設置された。車両の運転台の位置は、両形式とも奇数車が鮎川駅寄り、偶数車が常北太田駅寄りである。
以下、編成中の車番表記は常北太田駅寄り-鮎川駅寄りの順、編成を車番で表す場合は常北太田駅寄り車両を基準とする。
2000形
- 2001 - 2004・2006・2007・2010(Mc1)
この7両は、主要機器がパンタグラフと主制御機器のみで、電動発電機(MG)・空気圧縮機(CP)を備えた車両（主に2200形）と編成を組んだ。
- 2005・2008・2009(Mc2)
この3両は、パンタグラフ・主制御機器の他にMG・CPを備え、単独での走行が可能である。ラッシュ時の増結用として導入された。

2200形
- 2211 - 2217(Tc)
7両。MG・CPを備え、主に2000形Mc1と編成を組んでいた。

1991年に2212-2001・2002-2211・2214-2003の3編成6両が導入された。同年11月25日には発車式が行われている。翌1992年には2004-2213・2005・2006-2215の2編成4両及び増結用1両の5両が導入される。1993年には2216-2007の1編成2両が、1994年には2008・2009・2010-2217の1編成2両及び増結用2両の4両が導入され、2000形の導入は終了した。

### 登場後の経緯
登場後すぐは主に車掌乗務の2連運用に使用された。Mc2の3両は、ラッシュ時の増結用として使用された。1996年には全列車のワンマン運転が開始され、ワンマン表示灯の設置、運転席からのドア扱いを可能にする等の工事が行われた。これら一連の工事は自社久慈浜工場で行われている。
1997年には3連運用が消滅し、増結用のMc2は運用を失った。このうち2008・2009は「ビア電日立号」（呑電日立号）へと改造された（後述）。
2002年、日立電鉄線全列車2連化に伴いドア回路・運転席等が小改良された。この対象から漏れた2212編成・2005は運用離脱、休車となった。その後の列車本数の減少に伴い2004年に2214編成・2217が運用離脱、休車となった。
この結果、廃線時まで稼働していた車両は、2002編成・2004編成・2215編成・2007編成、及び検査時の予備車として3000形3026と編成を組んでいた2210であった。2210+3026以外の編成は廃止1か月前にギャラリー電車へと改装され、車内に沿線幼稚園児が描いた絵や、過去の日立電鉄線の写真などを掲示していた。また、廃止数週間前にはヘッドマークの取り付けも行われている。営業運転最終日の常北太田駅行最終列車は2002編成が充当された。
なお、予備車の2210+3026は常北太田駅に常駐していた。

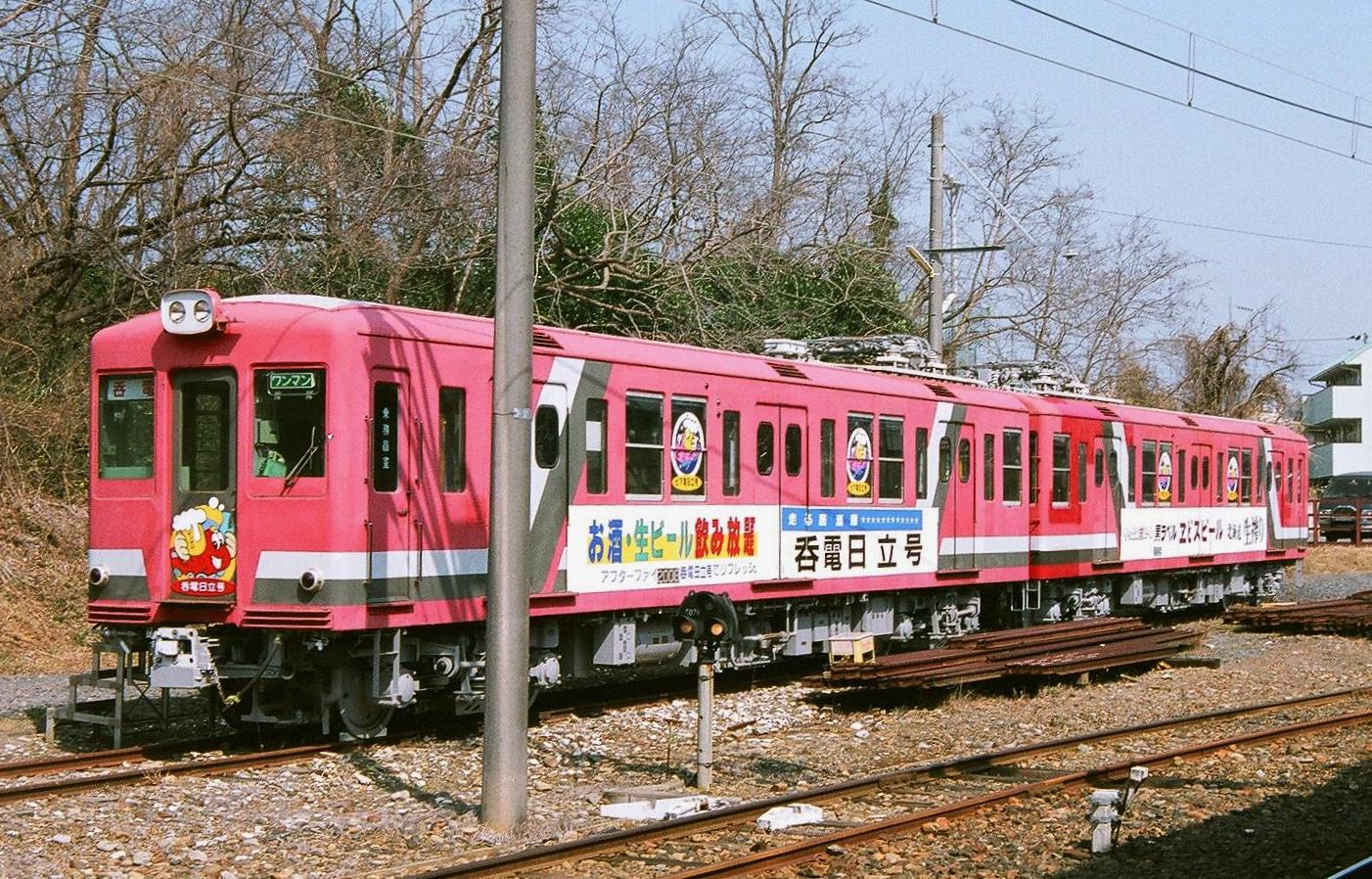
呑電仕様の2008-2009。
（2005年1月13日）

### ビア電・呑電への改造
1998年夏、日立電鉄初のビール電車「ビア電日立号」が登場した。車両は2008編成が使用され、車内のテーブル設置、サービス用電源の配線追加、ヘッドマークの取り付け、側面ロゴの貼り付け等の改造が行われた。同年冬は同じ編成で「呑電（どんでん）日立号」が運転された。2000年には2009にカラオケ設備が取り付けられている。通常は大甕駅に留置されていた。同編成が検査入場した際は他編成を使用することもあった。
ビア電・呑電の定期運転は2005年1月で終了、同年3月に行われた貸し切り運転を以て運用を離脱し、常北太田駅に回送された。

## 3000形

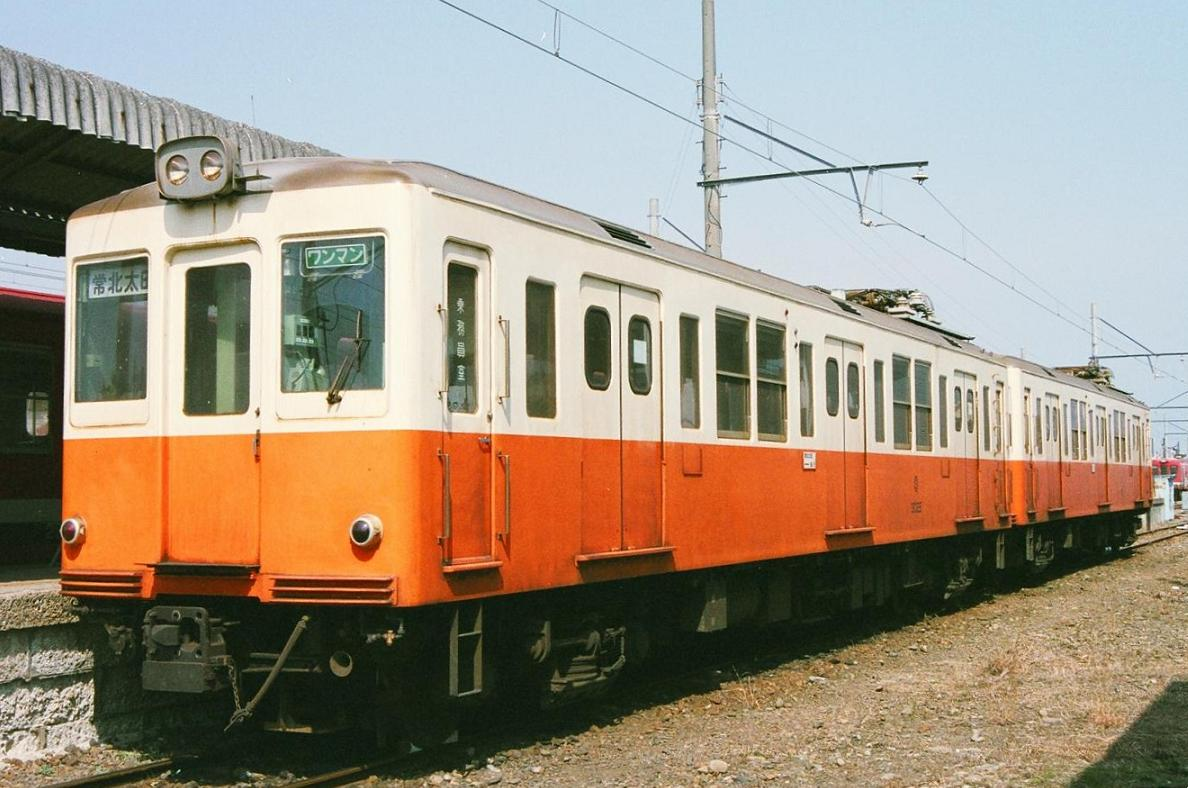
旧形車の塗装になった3025+3023。
（2005年1月13日）

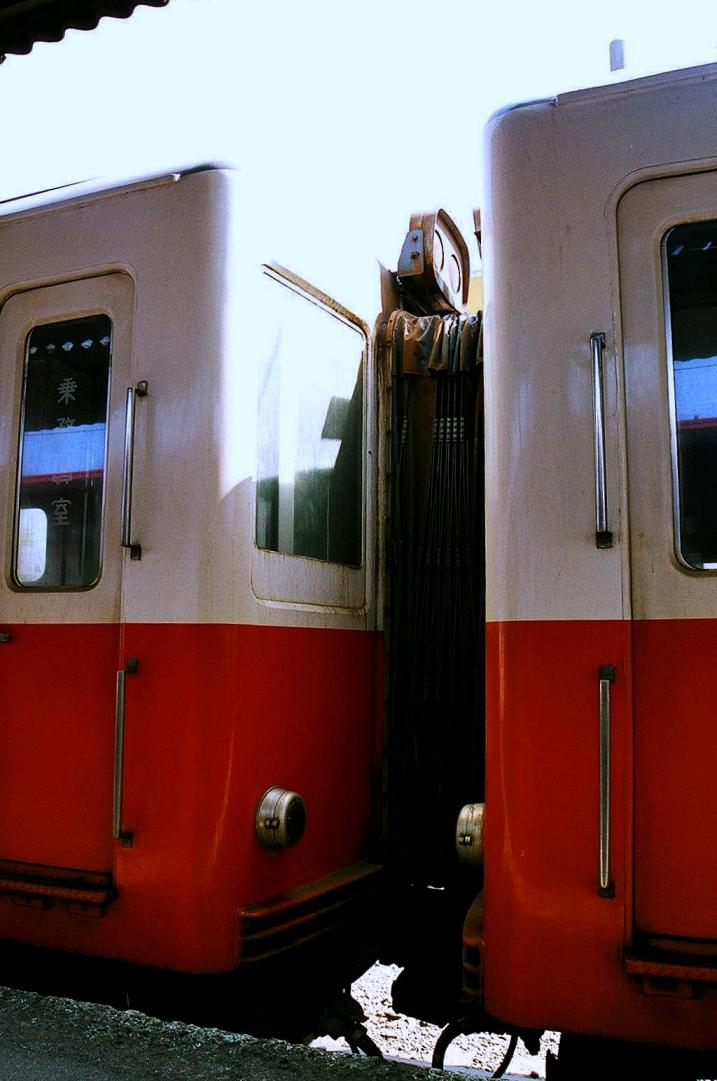
全列車2連化により末期は運転台同士を連結して使用された。
（2005年1月13日）

機器面は2000形Mc2と同じである。両運転台化改造は、他車の運転台を接合する方式で行われた。改造は上記諸改造とともに京王重機が行った。パンタグラフは車番によらず鮎川駅寄り前面（増設運転台側）に設置された。また、3021・3023・3026の常北太田駅寄り前面、3022・3025・3027の鮎川駅寄り前面に貫通幌枠が設置され、連結運転時はこの幌枠を使用していた。登場当初よりワンマン運転機器を備えている。
1992年に3021が導入された。その後1993年に3022 - 3024が、1995年に3025が、1996年に3026が、1997年に3027が導入された。これにより3000形の導入は終了し、閑散時に使用されていた旧型車は全廃となった。

### 登場後の経緯
登場以来検査代行等を除いて単行運転であった3000形だが、2002年の全列車2連化に伴い3023・3025 - 3027の4両がドア回路等の改造を受け、3025+3023・3027+3026の2連となった。この改造から漏れた3021・3022・3024は運用を離脱、休車となった。
3027は2002年、車体側面に沿線旅館の広告が取り付けられた。3025編成は2003年に橙とクリームの旧型電車塗装に塗り替えられ、鉄道ファンの人気を博した。
2004年、3026は連結相手を2000形2010に変更、検査予備車になり常北太田駅に常駐した。同時に3027は運用を離脱、休車となった。
結果、廃線時まで稼働していた車両は旧型電車塗装に塗り替えられた3025編成と予備車の3026のみとなった。3025編成には2000形の最終稼働編成同様ヘッドマークの取り付け等も行われている。また、廃止日の大甕駅行最終列車に充当されている。

## 廃線後の状況
廃線後は、2212編成・2002編成・2005・2216編成・2008編成（ビア電編成）・2010編成・3021・3022・3024が常北太田駅に、2214編成・2004編成・2006編成・2217・3025編成・3027が久慈浜駅に留置された。各車両の機器・台車の一部は他私鉄に売却されている。また、鉄道ファン向けの部品即売会の為に方向幕・ワンマン表示灯・前照灯・尾灯カバーなどが取り外された。
3023は2005年12月に日立市内の模型店に移設、保存されていたが、2016年に解体。また、3025も保存の話があったが白紙となっている。3023以外の車両は常北太田駅・久慈浜駅留置車とともに2006年7月までに解体処分され、現存しない。

## 特記事項
- 営団の中古車を導入するきっかけとなったのは、営団が出した新聞広告であったという。営団側では展示物としての活用を考えて広告を出したそうで、実際に営業する鉄道車両としての買い手がつくとは思っていなかったという。
- 銚子電気鉄道で使用されていたデハ1000形電車は、元々3000形として導入される予定の車両であった。日立電鉄の都合により導入がキャンセルされ、銚子電気鉄道に売却されたという経緯がある[3]。

## 新旧車番対照
3000形の増設運転台の供出車については括弧内に記述する。
2000形
- 2001←営団2067
- 2002←営団2080
- 2003←営団2069
- 2004←営団2066
- 2005←営団2087
- 2006←営団2118
- 2007←営団2083
- 2008←営団2130
- 2009←営団2063
- 2010←営団2084

2200形
- 2211←営団2079
- 2212←営団2050
- 2213←営団2081
- 2214←営団2068
- 2215←営団2117
- 2216←営団2088
- 2217←営団2065

3000形
- 3021←営団2086(2085)
- 3022←営団2122(2121)
- 3023←営団2120(2119)
- 3024←営団2098(2097)
- 3025←営団2096(2095)
- 3026←営団2076(2071)
- 3027←営団2074(2061)